# Конференция
Конференция е среща на група от хора с цел обсъждане на дадена тема.
- Академична конференция - официално събитие в научните среди, на което учени и изследователи представят резултати от своите проучвания, изнасят семинари, презентации и др.
- Бизнес конференция - организира се с цел обсъждане на бизнес въпроси и планове.
- Пресконференция - изявление пред медиите (вестник, телевизия, радио), което предизвиква интерес и по него се задават въпроси от старана на поканените журналисти.
- Видеоконференция - с помощта на информационните технологии се осъществява двупосочна връзка от разстояние, със звук и картина.
- Дипломатическа конференция – официална среща на парламентарни членове от различни страни.
- Футболна конференция – английска футболна лига